# Nassau Senior

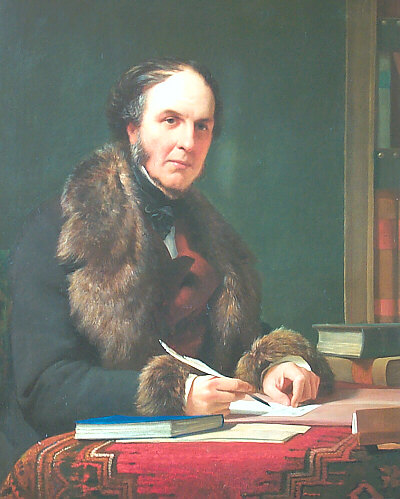
Nassau William Senior

Nassau William Senior (26 september 1790 - 4 juni 1864), was een Britse econoom en jurist. Hij wordt geschaard tot de anti-ricardiaanse reactie, een stroming die de klassieke economie probeerde te behoeden voor de conclusies die de opkomende socialistische beweging uit de arbeidswaardetheorie trok, en geldt zo als voorloper van de neoklassieke stroming.
Gedurende tientallen jaren was Senior een veel gevraagd adviseur van de Britse regering op het gebied van economische en sociale politiek. Over deze onderwerpen publiceerde hij een groot aantal artikelen en boeken.
Berucht werd Seniors verzet tegen de regulering van kinderarbeid en de wettelijke tienurige werkdag die in 1837 werd voorgesteld en dertien jaar later van kracht werd. In zijn pamflet over het onderwerp, Letters on the Factory Act, schatte Senior in dat in de katoenindustrie, arbeiders zo'n 10½ uur nodig hadden om een dagloon te verdienen. Zijn conclusie was dat de winst door het bedrijf alleen gemaakt werd in het laatste uur van de gangbare 11½-urige werkdag. Seniors onvermogen om in te zien dat bij een kortere werkdag, ook de omslagtijd van kapitaal kleiner zou zijn, maakte hem tot voorwerp van spot voor Marx en generaties economische historici.
Op moreel vlak lanceerde Senior het idee dat inkomsten uit kapitaal (winst en rente) gerechtvaardigd kunnen worden als de beloning voor 'onthouding' (van consumptie), met andere woorden, voor spaarzaamheid. Hij combineerde deze psychologische verklaringen voor kapitaalinkomsten met een technologische, gebaseerd op de productiviteitsverbetering die van het gebruik van kapitaal uitging. Pas met de definitieve doorbraak van het marginalisme zouden deze beide verklaringen tot een coherente theorie worden omgesmeed.
Ook op het vlak van de waardetheorie was Senior een voorloper van de marginalisten, met zijn subjectivistische opvatting dat waarde afhangt van het genot dat de consument van een goed aan de consumptie ontleent.
Over de Ierse hongersnood deed Senior een uitspraak die uiterst controversieel zou blijken. Zijn verwachting was dat deze

"niet meer dan een miljoen mensen zou doden, en dat zou nauwelijks genoeg zijn om goed te doen".

Eerder dan een directe oproep tot genocide, was dit een enigszins luguber uitvloeisel van zijn economische gedachtegoed.